# Acid pangamic
Acidul pangamic (vitamina B15 sau pangamatul) este un ester care se extrage din germenii și tărâța de orez, din semințele de cais precum și din drojdia de bere. Acidul pangamic, cunoscut și ca vitamina B15 are rolul de activare a proceselor metabolice oxidative la nivel celular, are efect detoxifiant și de refacere a respirației celulare.

## Utilizare
Acidul pangamic se utilizează în combaterea afecțiunilor cardiovasculare, dermatologice, hematologice, a alcoolismului și în medicina sportivă. El reface valoarea normală a tensiunii arteriale și ameliorează astmul bronșic. De asemenea, se obțin efecte pozitive prin utilizarea acesteia în cazul metabilismului hepatic, lipidic și protidic. Vitamina se folosește și în domeniul dermatologiei (dermatite, uriticarie, eczeme etc.), în combaterea etilismului, narcomaniilor (datorate morfinei, opiului sau hașișului) și pentru reactivarea oxidărilor și metabolismului perturbat în fenomele de ateroscreloză. Pentru rezultate mai bune, deseori vitamina B15 se asociază cu vitaminele A și E.